# Trung tâm văn hóa Taseralik
Trung tâm văn hóa Taseralik (tiếng Greenland: Taseralik kulturikkut) là một trung tâm văn hóa ở Sisimiut, một thị trấn ở phía tây Greenland, đây cũng là thị trấn lớn thứ hai trong cả nước. Nằm ở phía đông của Sisimiut, trên bờ hồ Nalunnguarfik nhỏ, Taseralik là trung tâm văn hóa thứ hai ở Greenland, sau trung tâm văn hóa Katuaq ở thủ đô Nuuk.

## Hoạt động
Trung tâm tổ chức triển lãm nghệ thuật, đoàn kịch nhà hát du lịch, cũng như các buổi hòa nhạc, từ cổ điển  đến âm nhạc dân gian. Ngày văn hóa Sisimiut vào ngày 21 tháng 11 cũng được tổ chức tại Taseralik.